# 老撾標準時間
老撾全國領土皆採用UTC+7時間，與越南、柬埔寨、泰國等採用的時間一樣。

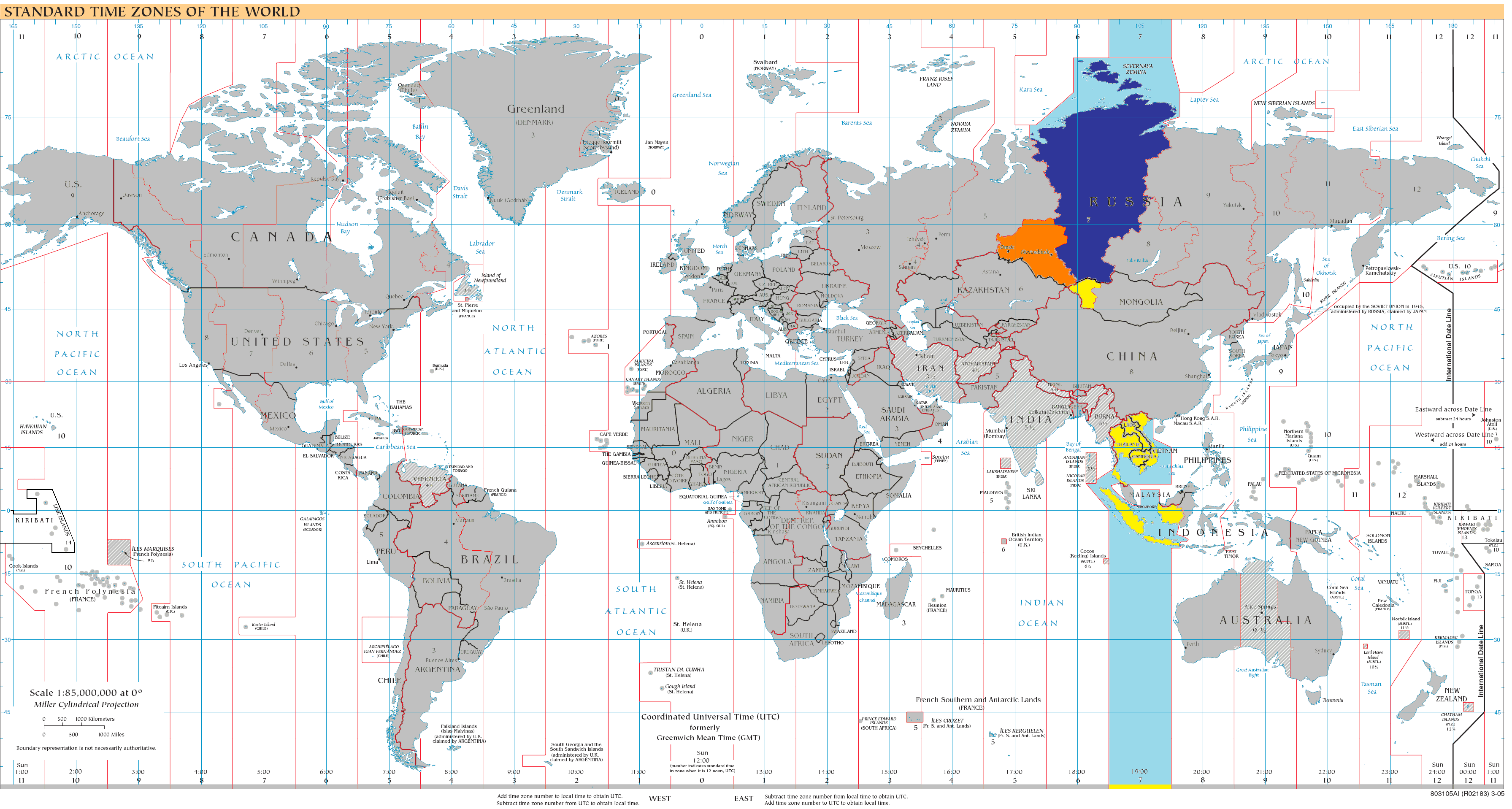
老撾採用的UTC+6

老撾較哈薩克斯坦、孟加拉國和不丹等採用的UTC+6快一小時，但較中國大陸、香港、澳門等采用的UTC+8慢一小時。

## 外部連結
- 老撾時間 （页面存档备份，存于）